# شاطئ أوماها

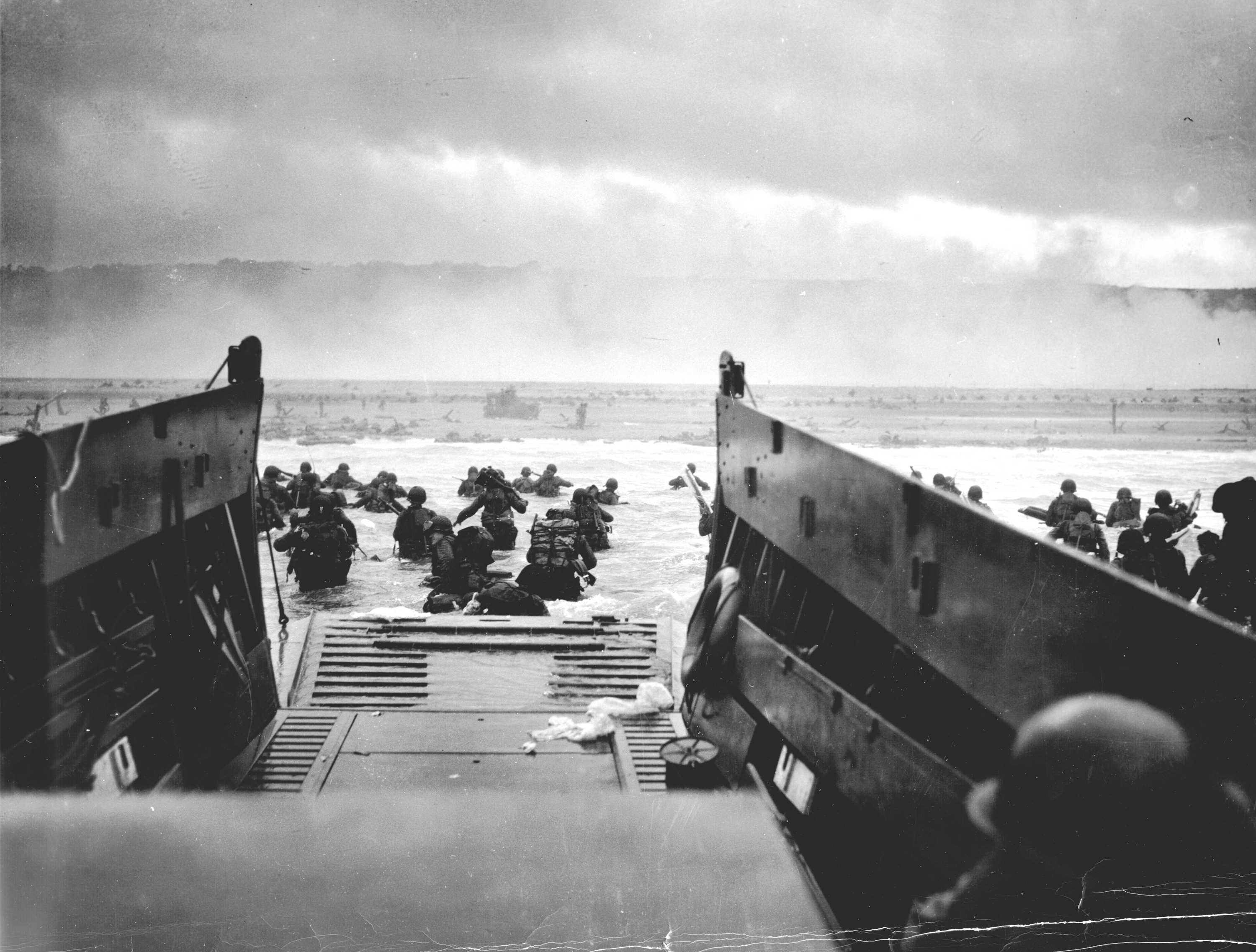
انزال القوات الأمريكية على شاطئ أوماها

شاطئ أوماها (بالإنجليزية: Omaha Beach)‏ هو الاسم الرمزي لواحد من نقاط الإنزال الخمسة التي حددها الحلفاء خلال غزو نورماندي في الحرب العالمية الثانية على الساحل الفرنسي المحتل في 6 يونيو 1944. وقد قسم الحلفاء شاطئ النورماندي إلى خمس اقسام هي (أوماها، يوتا، سورد، قولد، جونو) كانت القوات الأمريكية مسؤولة عن اوماها واوتاها. كان الغزو على شاطئ نورماندي ناجح إلى حد ما لكن كانت المقاومة في اوماها حيث واجهت القوات الأمريكية مقاومة غير متوقعة في ذلك الشاطئ.
وهو شاطئ فرنسي احتلته ألمانيا النازية خلال الحرب العالمية الثانية، وبعد احتلاله جلب إليه الألمان عدة مدافع من طراز (فلاج 88) للهجوم على جيش ومواقع الحلفاء فارسلت ثلاث دول جيوشها أميركا وبريطانيا وكندا التي سميت خلال الحرب العالمية بريطانيا العظمى جيش لتحرير الشاطئ وكان عدد جنود هذا الجيش ما يقارب 34,000 جندي، وبعدها انضم إليهم الجيش الفرنسي وبعد مده أعلن جيش الحلفاء النصر واحتلال الشاطئ.

## التخطيط
قبل الانزال
خطط الحلفاء للقيام بغزو أوروبا وذلك عن طريق حملة عسكرية ضخمة فتجمعت جيوش الدول الثلاث أمريكا وبرطانيا وكندا في برطانيا، أصبح في برطانيا ما يقارب أربعة ملايين جندي من قوات الحلفاء، كان قائد القوات الألمانية المسؤول عن الدفاع عن غرب أوروبا هو رومل حيث قام ببناء التحصينات بكثرة على سواحل أوروبا من الدول الإسكندنافية امتدادا إلى إسبانيا لانهم كانوا متأكدين بأن الانزال سوف يتم من جهة الغرب لكن اين بالضبط ؟ وبعدها قامت المخابرات البرطانيا بتمويه النازيين بأن الانزال سوف يتم من اقرب نقطة إلى برطانيا ولكن الانزال الحقيقي الذي سوف يتم في النقطة الابعد نحو الغرب وصدق الالمان ذلك وقاموا بحشد قواتهم هناك وحتى بعد الانزال كانوا يعتقدون بأن الانزال الحقيقي سوف يتم هناك لكن الحلفاء نجحوا بتمويههم.
يوم الانزال
قبل شروق الشمس 6 حزيران سنة 1944 قامت طائرات الحلفاء بقصف الساحل بألاف الاطنان من القنابل وبعدها بنصف ساعة قامت البارجات الحربية بقصف الساحل بالمدفعية لكن تصويب الاثنين لم يكن دقيقا حيث كانت القوات الألمانية متحصنة بالملاجئ فلم يكن القصف ذو فائدة وكان عدد الجنود الالمان هناك 6000 جندي العدد قليل مقارنة بقوات الحلفاء لكنهم كانوا محصنين بشكل جيد، وبعدها قامت القوات البرية بالانزال على الشاطئ فبسبب القصف تلاشى عنصر المفاجئة مما أدى إلى مجزرة للحلفاء فعندها قتل أكثر من 2000 جندي أمريكي وتمكن الحلفاء من السيطرة على الساحل والانتصار لكن الانتصار كان باهض الثمن. ومن هذا الساحل بدأ الجيش الأمريكي والبريطاني من تحرير فرنسا وباقي أوروبا.